# Bornholmské muzeum
Bornholmské muzeum se nachází v Rønne, a je kulturně historickým zařízením. Jeho hlavním posláním je shromažďovat, uchovávat, zkoumat a vystavovat artefakty s cílem zvýšit povědomí o kulturním dědictví ostrova Bornholm.

## Historie
Muzejní spolek byl poprvé založen v roce 1893. Muzeum poskytuje pohled na historii města Rønne a ostrova Bornholm od paleolitu po novověk. Zahrnuje i období okupace Bornholmu během druhé světové války. V expozici nalezneme mnoho artefaktů ze severské doby bronzové a doby železné, které jsou spojeny s vývojem ostrova. 

## Galerie

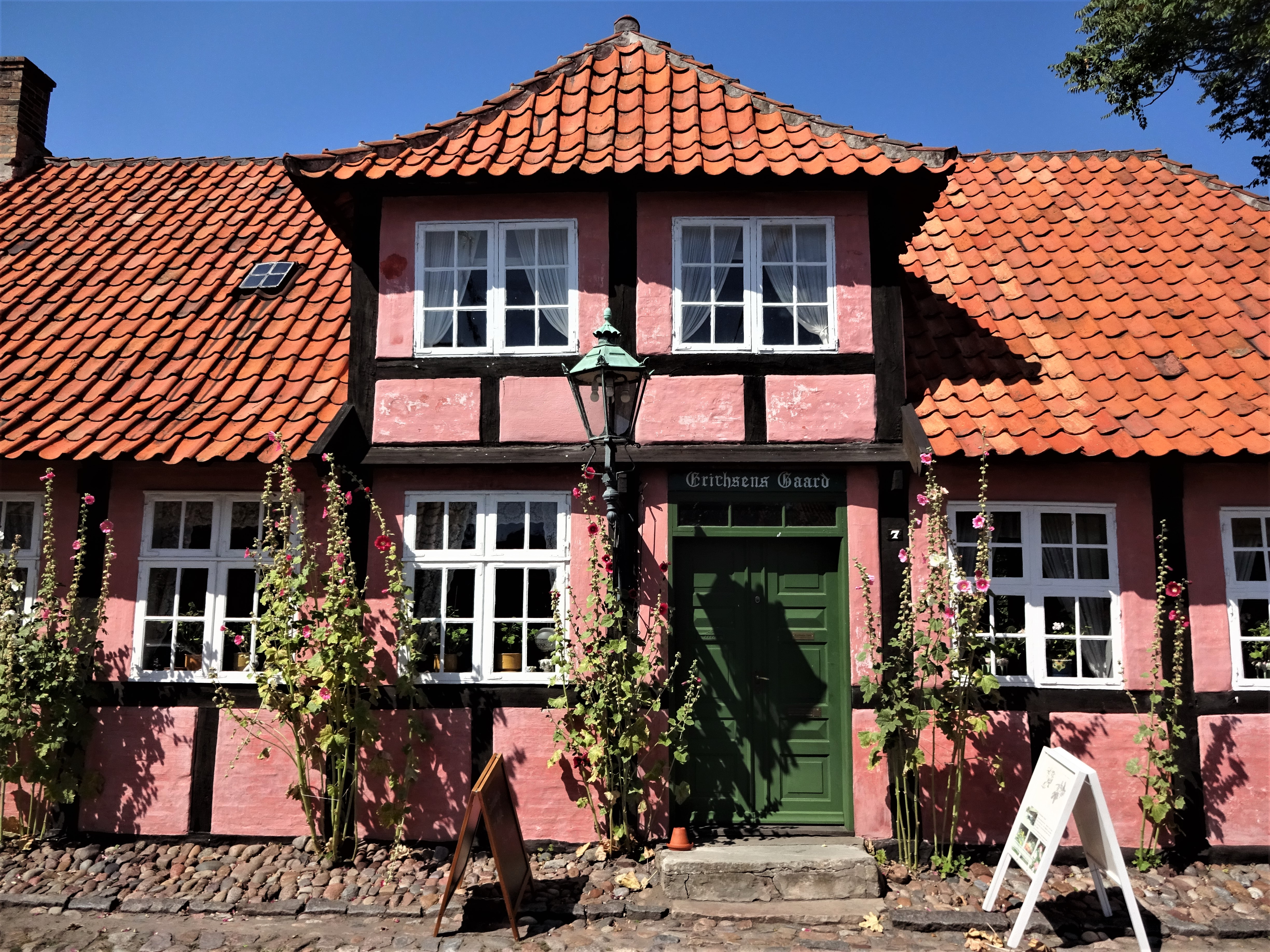
Erichsens Gård – dům známý svým spojením s malířem Kristianem Zahrtmannem a básníkem Holgerem Drachmannem
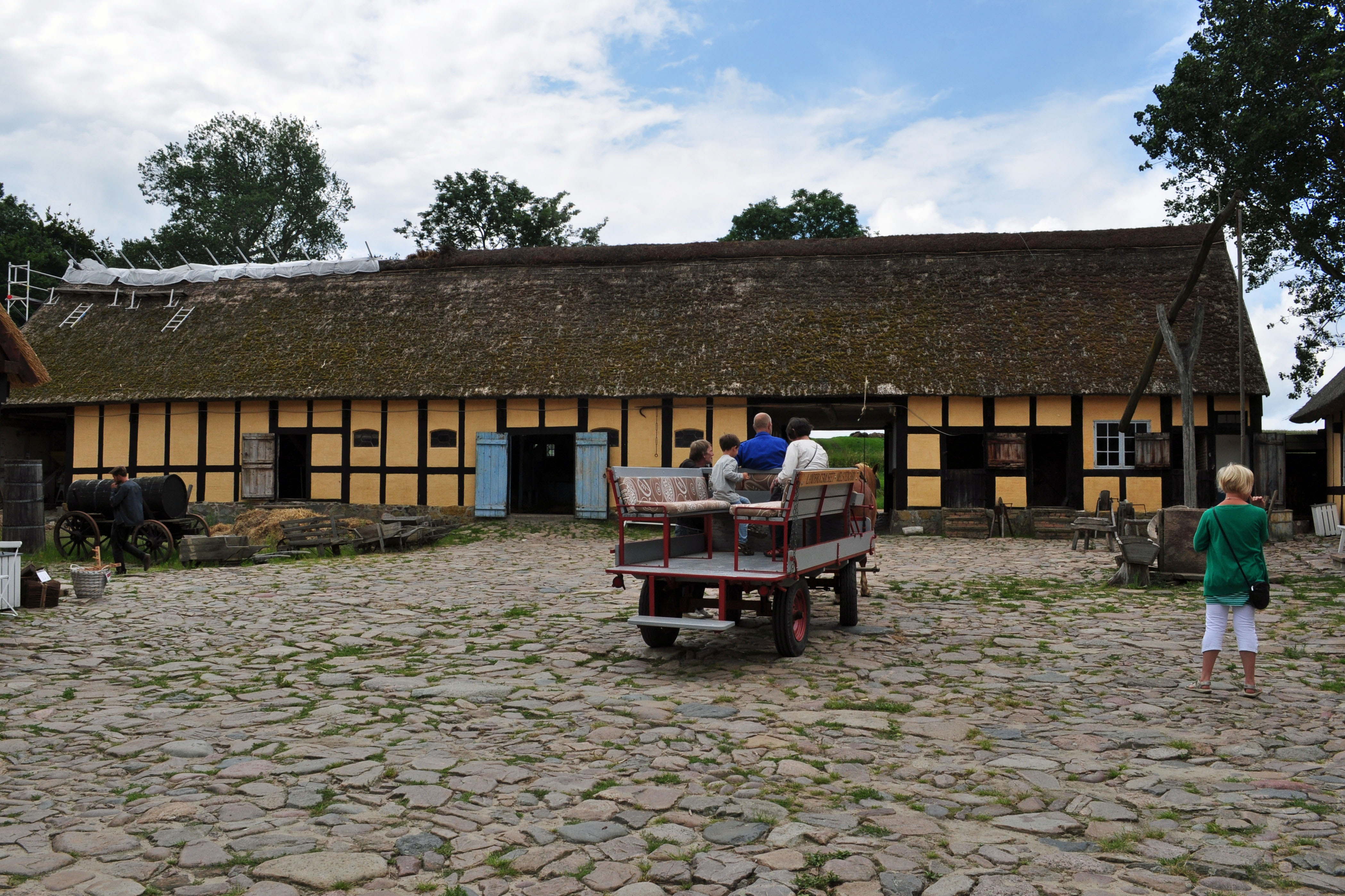
Melstedgård – zemědělské muzeum nacházející se jižně od Gudhjemu
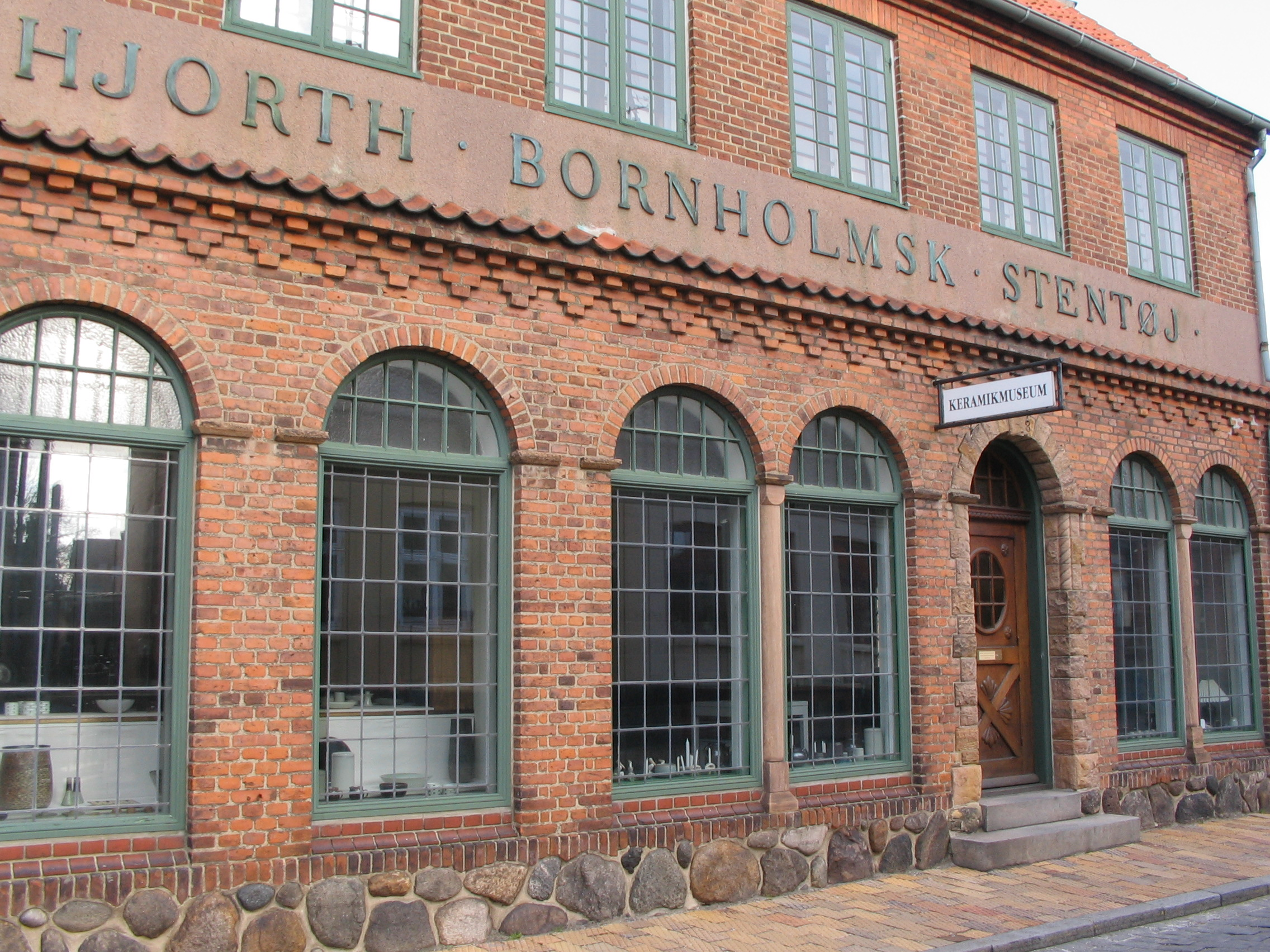
Hjorts Fabrik – bývalá továrna na terakotu
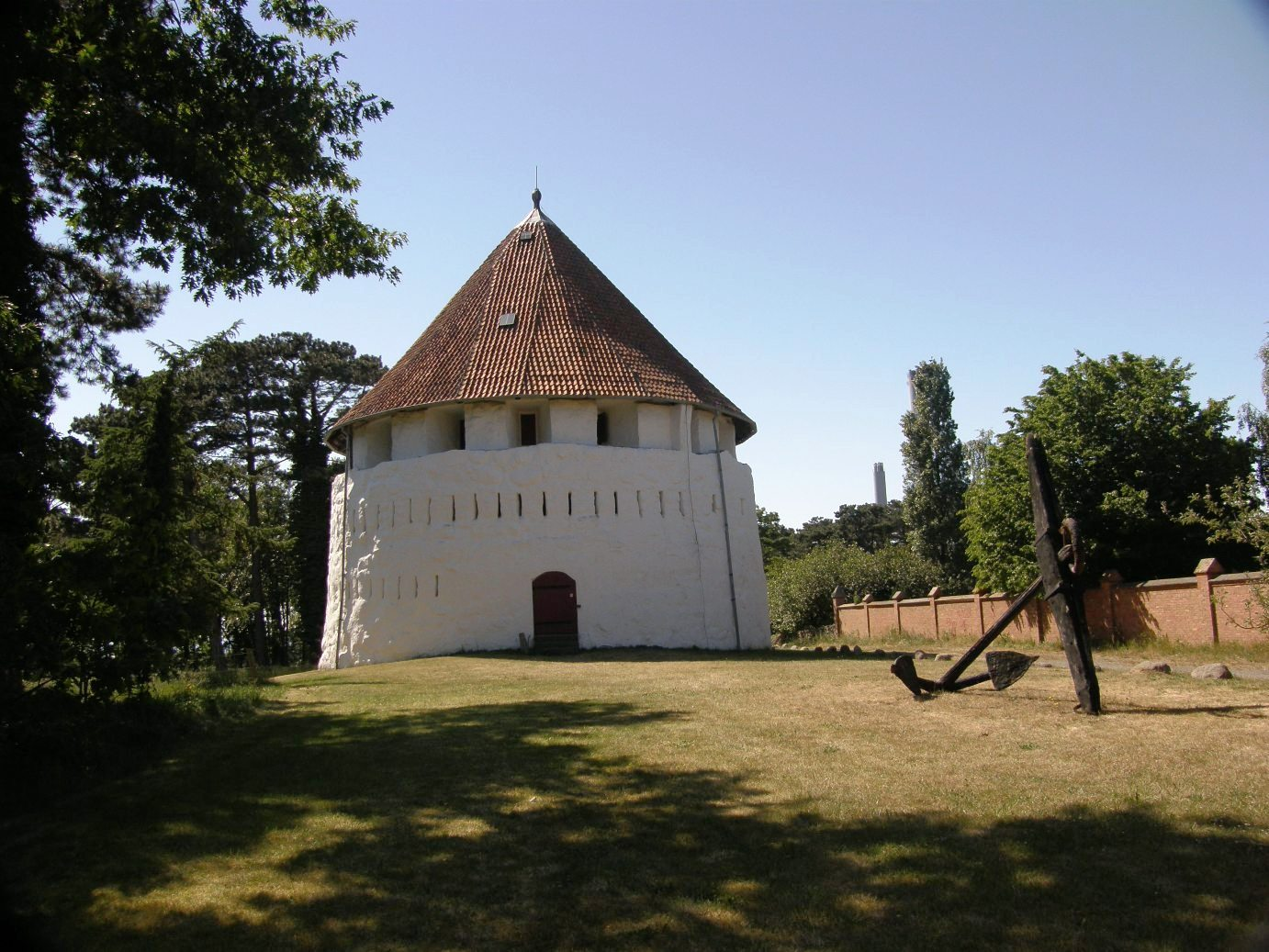
Kastellet – slouží jako sídlo Bornholmského muzea obrany